# Norby (Shetland)

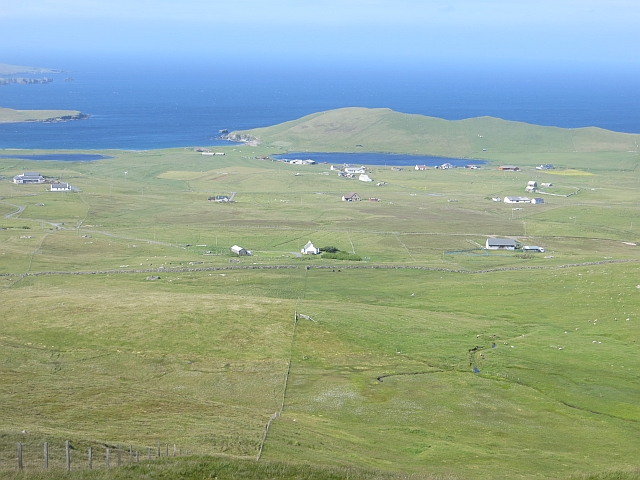
Blick von Süden auf Norby

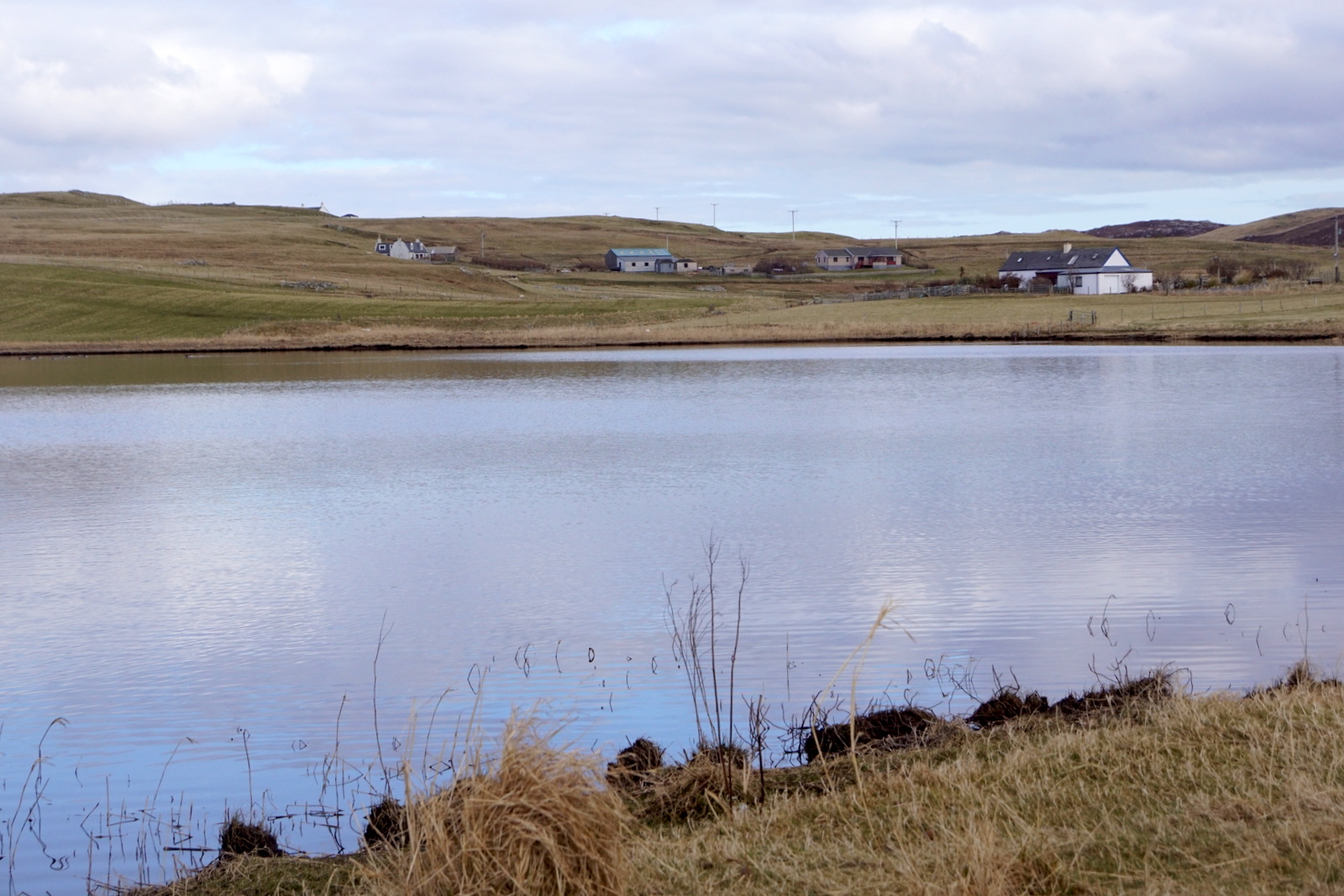
Blick über den See auf den Ort

Norby ist eine kleine Ortschaft, die in Schottland im Westen der Shetlandinseln liegt.

## Geographie
Norby liegt im äußersten Nordwesten von Mainland, der Hauptinsel der Shetlands. Die Häuser von Norby erstrecken sich, in einer etwas erhöhten Lage, über dem südlichen Ufer des Sounds of Papa. Zwischen diesem und dem Ort befinden sich der See Loch of Norby sowie die Landspitze Neap of Norby. Ortschaften in der Nähe sind Sandness im Westen und Garth im Osten.

## Historisches
Im Rahmen der historischen Gliederung Schottlands in Civil Parishes zählt Norby zu Walls and Sandness.

## Verkehr
Durch den Süden von Norby führt die A971, die Tingwall im Südosten mit Melby im Westen verbindet.